# Ademir da Guia
Ademir da Guia (Rio de Janeiro, 3 d'abril de 1942) és un exfutbolista brasiler de les dècades de 1960 i 1970.

## Trajectòria

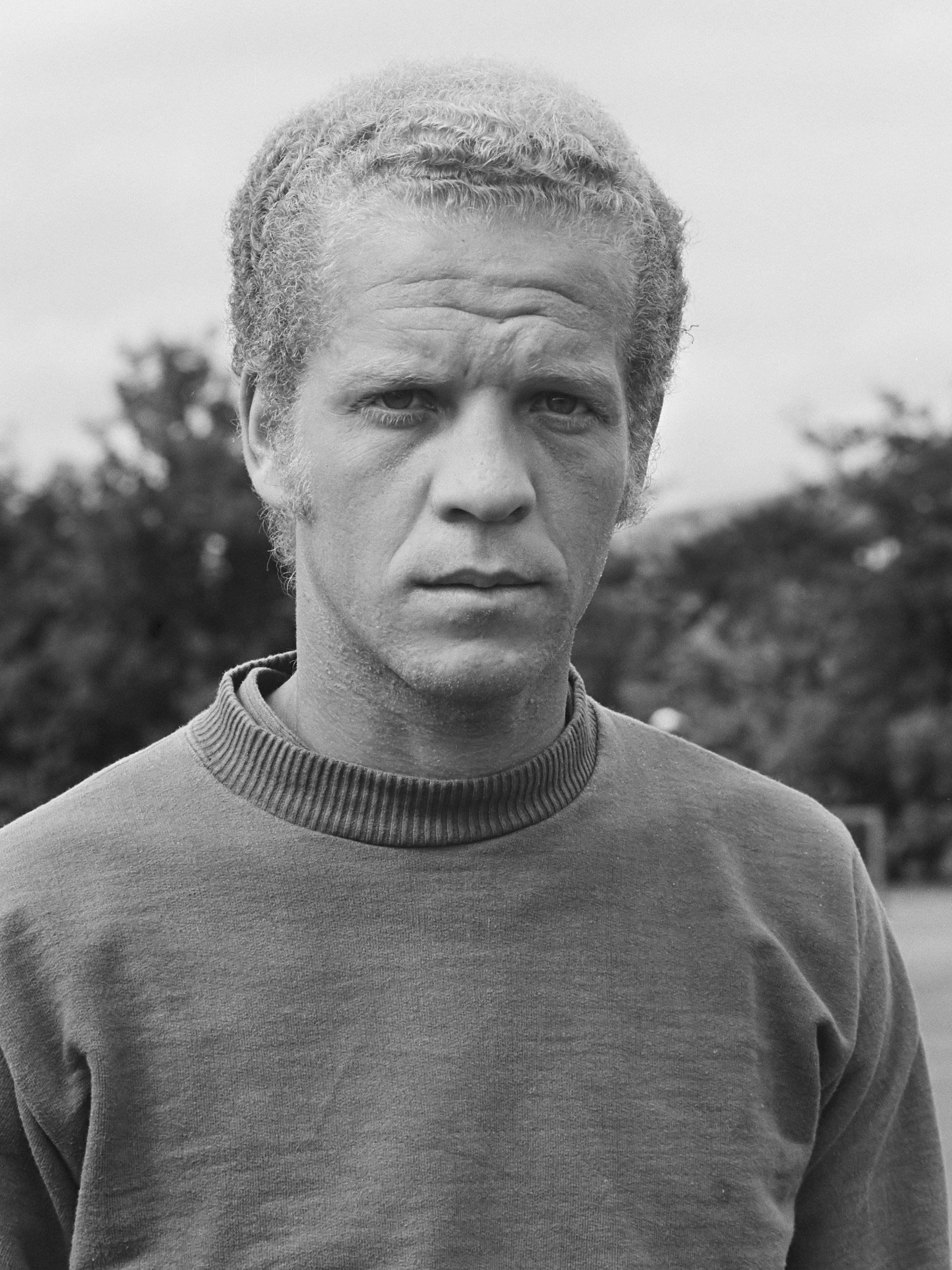
Ademir da Guia l'any 1974.

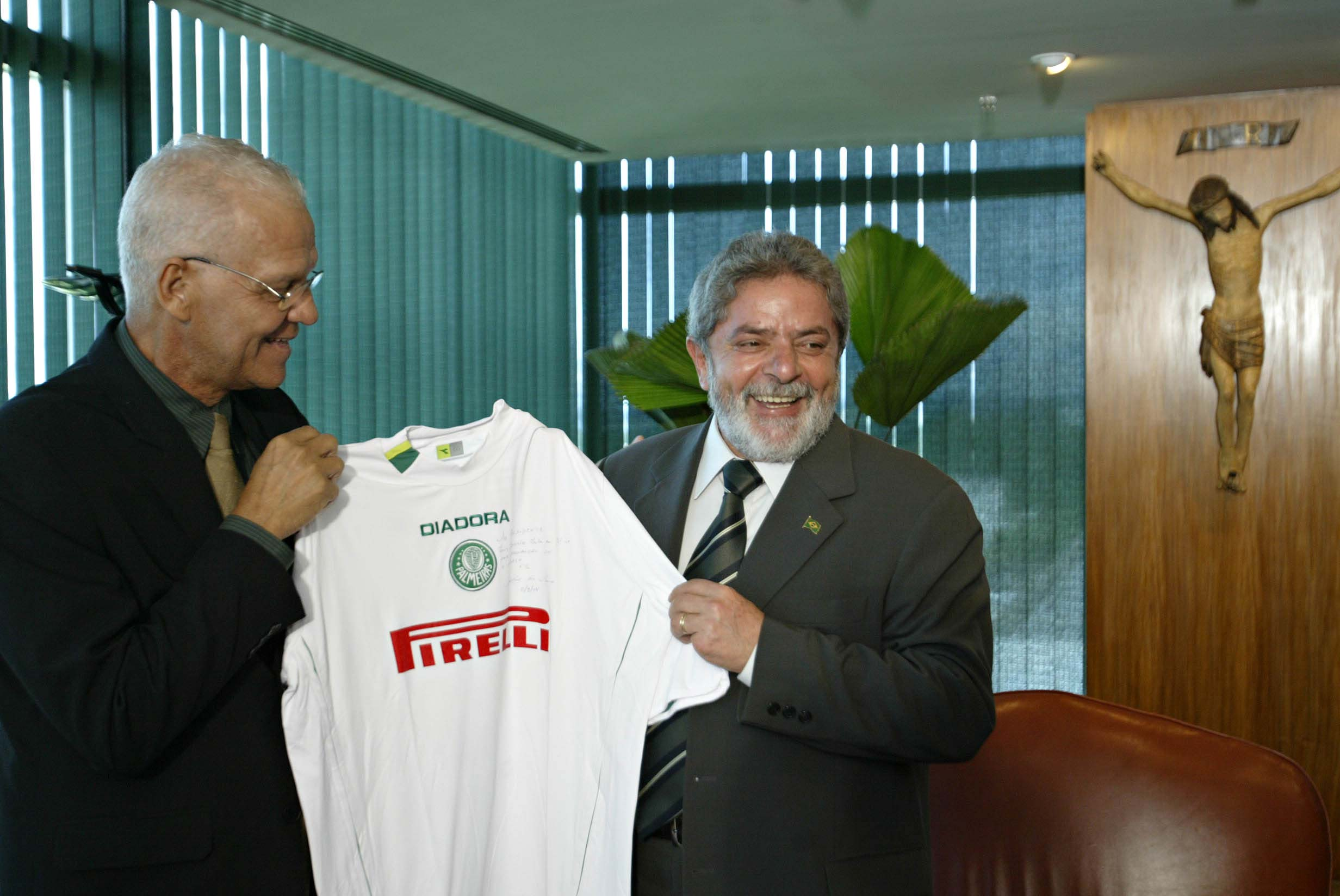
Ademir da Guia presenta a Luiz Inácio Lula da Silva la samarreta del Palmeiras l'any 2004.

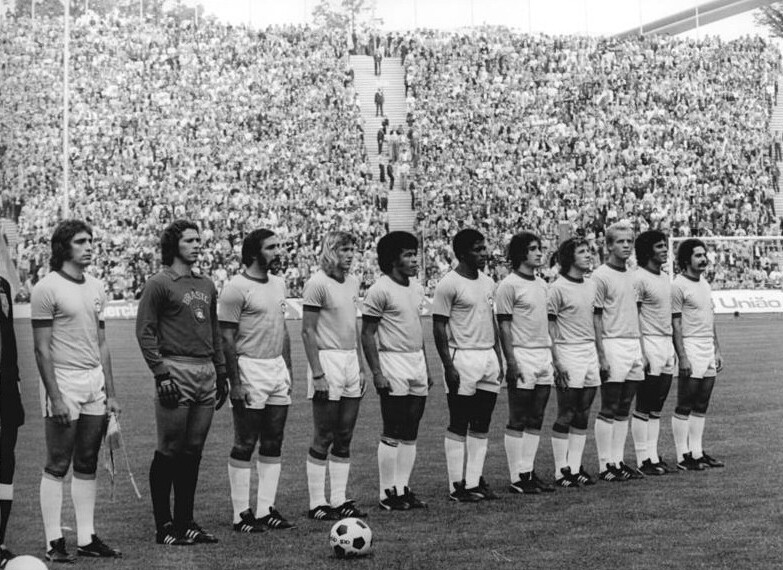
Ademir da Guia, tercer de dreta a esquerra, a la selecció brasilera al Mundial 74.

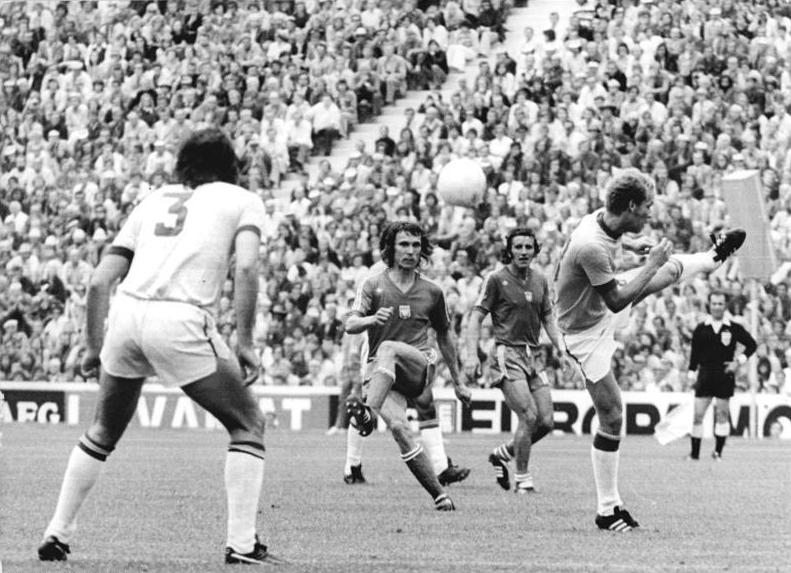
Polònia vs Brasil al Mundial 1974, amb Marinho Peres, Henryk Kasperczak, Adam Musiał i Ademir da Guia.

Fou fill del futbolista Domingos da Guia, antic internacional brasiler que havia jugat el Mundial de l'any 1938. Un oncle seu, Ladislau da Guia també havia estat futbolista. Fou conegut amb el sobrenom del diví (O Divino) pels seus seguidors.
Començà la seva carrera al Bangu, fitxant el 1962 pel Palmeiras, club on hi romangué durant 16 anys. A data de 2014, manté el rècord de més partits jugats per al club i és el tercer màxim golejador de la història de l'entitat. Guanyà el Campionat paulista i el Campionat brasiler de futbol cinc cops.
Amb la selecció del Brasil jugà nou partits entre 1965 i 1974, participant aquest darrer any al Mundial d'Alemanya.

## Palmarès
- Campionat brasiler de futbol: 
  - 1967, 1967, 1969, 1972, 1973
- Campionat paulista: 
  - 1963, 1966, 1972, 1974, 1976
- Torneig Rio-São Paulo: 
  - 1965
- Torneig IV Centenari de la Ciutat de Rio de Janeiro: 
  - 1965
- Torneig Ciutat de Barcelona: 
  - 1969
- Trofeu Ramón de Carranza: 
  - 1969, 1974, 1975
- Torneig Laudo Natel:
  - 1972
- Torneig de Mar del Plata:
  - 1972